# 1981 (szám)
Az 1981 (római számmal: MCMLXXXI) az 1980 és 1982 között található természetes szám.

## A matematikában
A tízes számrendszerbeli 1981-es a kettes számrendszerben 11110111101, a nyolcas számrendszerben 3675, a tizenhatos számrendszerben 7BD alakban írható fel.
Az 1981 páratlan szám, összetett szám, félprím. Kanonikus alakja 71 · 2831, normálalakban az 1,981 · 103 szorzattal írható fel. Négy osztója van a természetes számok halmazán, ezek növekvő sorrendben: 1, 7, 283 és 1981.
Az 1981 nyolcvanöt szám valódiosztóösszeg-függvényeként áll elő, ezek közül a legkisebb a 3698.